# José Antonio González Linares
José Antonio González Linares (San Felices de Buelna, 25 de febrer de 1946) exciclista destacat espanyol, que fou professional entre 1969 i 1979.
Abans de passar al professionalisme va prendre part en la prova en ruta dels Jocs Olímpics de Mèxic de 1968, finalitzant en 12a posició.
Va aconseguir importants victòries al llarg de la seva carrera, sent una de les més importants la victòria d'etapa aconseguida al Tour de França de 1970, en què va superar Eddy Merckx en una contrarellotge. Ha sigut un gran esprínter, cosa que li ha valgut obtenir victòries en moltes curses.
Amb quatre triomfs és el ciclista que més vegades ha guanyat la Volta al País Basc. El 1970 es proclamà campió d'Espanya de ciclisme en ruta.
Des de les eleccions municipals de 1999 és alcalde de la seva vila nadiua, San Felices de Buelna, càrrec al qual es presentà sota les sigles del Partit Regionalista de Cantàbria. El 2007 revalidà la majoria absoluta, amb el suport del 81,97% dels vots del municipi (10 regidors d'11), sent d'aquesta manera l'alcalde més votat d'Espanya en porcentaje.
A banda d'aquesta feina, també és conseller d'un equip de ciclisme, col·laborador de l'equip esportiu de la cadena SER i columnista del diari As.

## Palmarès
- 1967
  - 1r a la Volta a Navarra
- 1970
  -  Campió d'Espanya de ciclisme en ruta
  - 1r al GP Ciudad de Vitoria
  - 1r al GP Nuestra Senora de Oro
  - Vencedor d'una etapa al Tour de França
- 1971
  - Vencedor d'una etapa a la Volta a Espanya
  - Vencedor d'una etapa a la Volta a Astúries
  - Vencedor d'una etapa a la Volta a La Rioja
- 1972
  - 1r a la Volta al País Basc i vencedor de 2 etapes
  - 1r a la Volta a Cantàbria i vencedor de 2 etapes
  - Vencedor d'una etapa a la Volta a Espanya
  - Vencedor d'una etapa a la Volta a Catalunya
- 1973
  - 1r a la Volta a Llevant
- 1974
  - Vencedor d'una etapa a la Volta a Segòvia
- 1975
  - 1r a la Volta al País Basc i vencedor d'una etapa
  - Vencedor d'una etapa a la Volta a Astúries
- 1976
  - Vencedor d'una etapa a la Volta a Espanya
  - Vencedor d'una etapa a la Volta a Cantàbria
- 1977
  - 1r a la Volta al País Basc i vencedor d'una etapa
  - 1r al Gran Premi Pascuas
  - Vencedor d'una etapa a la Volta a Astúries
- 1978
  - 1r a la Volta al País Basc i vencedor d'una etapa

### Resultats a la Volta a Espanya
- 1969. 12è de la classificació general
- 1971. Abandona. Vencedor d'una etapa
- 1972. 5è de la classificació general. Vencedor d'una etapa
- 1973. Abandona
- 1974. 6è de la classificació general
- 1975. 28è de la classificació general
- 1976. 10è de la classificació general. Vencedor d'una etapa
- 1977. 10è de la classificació general
- 1978. 30è de la classificació general
- 1979. 33è de la classificació general

### Resultats al Tour de França
- 1970. 56è de la classificació general. Vencedor d'una etapa
- 1973. 47è de la classificació general

### Resultats al Giro d'Itàlia
- 1974. 28è de la classificació general
- 1975. 50è de la classificació general